# Шевченківська вагонна дільниця
Виробнича дільниця служби пасажирських перевезень «Шевченківська вагонна дільниця» (ПКВЧ-4) — одне з трьох підприємств (разом із пасажирськими вагонними депо Одеса-Застава I та депо Миколаїв), які займаються експлуатацією пасажирського рухомого складу Одеської залізниці. Розташована у місті Сміла Черкаської області.
Відповідно до службового розкладу на 2017—2018 роки Шевченківська вагонна дільниця формувала наступні поїзди:
- № 95/96 «Тясмин» Черкаси — Львів (спільний оборот із поїздом № 137/138 Черкаси — Одеса) — 16 вагонів (нині скасовані);
- № 148/147 Одеса — Київ (спільний оборот із поїздом № 248/247 Одеса — Київ) — 16 вагонів;

## Реорганізація
Утворена наказом від 8 вересня 2011 року (фактична реорганізація — з 1 січня 2012 року) із поглинанням Знам'янської вагонної дільниці (ЛВЧ-3) після скасування низки поїздів та вагонів безпересадкового сполучення, які відправлялися зі станції Імені Тараса Шевченка та відповідних скорочень працівників.
Влітку 2018 року стало відомо, що вагонну дільницю з центром у Смілі планують повторно реорганізувати шляхом злиття її з іншими підрозділами Одеської залізниці.